# Франсиско Руфете
Франсиско Руфете (ісп. Francisco Rufete, нар. 20 листопада 1976, Бенехусар) — іспанський футболіст, що грав на позиції півзахисника. Після завершення кар'єри — футбольний тренер та функціонер. Здебільшого, відомий завдяки виступам за «Валенсію» та «Еспаньйол», у складі яких виходив до фіналів Кубку УЄФА.
Чемпіон Європи серед юнаків до 18 років 1995 року.

## Клубна кар'єра
Будучи народженим в Бенехусарі, Франсиско став випускником футбольної академії «Барселони». За першу команду він зіграв лише раз 26 травня в останньому турі сезону 1995-96 на виїзді проти «Депортіво». Тоді матч завершився з рахунком 2-2. Свій перший повний сезон на професійному рівні Руфете провів у Сегунді, граючи за футбольний клуб «Толедо».
Почавши сезон 1998-99 у «Мальорці», в січні Франсиско був відправлений в оренду до «Малаги», де став гравцем основи, допомігши команді пробитися до Прімери.
Після двох вдалих сезонів Руфете перейшов до «Валенсії». І хоча він не потрапляв одразу до стартового складу, але все одно мав хорошу ігрову практику в новій команді. У 27-му турі сезону 2003-04 дубль Руфете приніс «Валенсії» важливу перемогу над «Сельтою» 2-0, а через місяць він став героєм матчу Кубка УЄФА проти «Бордо».
Після приходу Кіке Флореса на пост головного тренера «Валенсії», Руфете в липні 2006 року як вільний агент перейшов до «Еспаньйола». В сезоні 2007-08 його постійно тривожили травми. Це стало наслідком отриманого пошкодження у фіналі Кубка УЄФА 2006-07.
В середині липня 2009 року Франсиско Руфете покинув «Еспаньйол» і перебрався поближче до домівки, підписавши дворічний контракт з «Еркулесом». За перший сезон у команді, будучи у віці 32-33 років, він провів близько 2000 хвилин на полі, допомігши клубу повернутися до Прімери після 13-річної відсутності.
В кінці 2011 року Руфете покинув «Еркулес» після відмови керівництва клубу продовжувати з ним контракт, та, незабаром, завершив кар'єру.

## Міжнародна кар'єра
Грав у юнацьких збірних Іспанії у вікових категоріях U-16 та U-18.
За національну команду дебютував 29 березня 2000 року, замінивши на 60-й хвилині Хосебу Ечеберрію у товариському матчі проти збірної Італії. Всього за «Ла Фурію Роха» зіграв три матчі.

## Тренерська кар'єра
Через два роки після завершення кар'єри футболіста Руфете повернувся в структуру футбольного клубу «Валенсія», де спочатку був координатором у справах молодіжних команд, а пізніше отримав посаду спортивного директора клубу.
18 квітня 2018 року Франсиско було призначено головним тренером «Ібіци», яка тоді виступала у Терсері. 24 червня команда програла матч плей-оф за право виходу до Сегунди Б резервній команді «Леванте» — «Леванте Б» у серії післяматчевих пенальті, Руфете звільнили.
Іспанець повернувся до «Еспаньйола», ставши спортивним директором клубу. З 27 червня 2020 року був виконуючим обов'язки головного тренера після відставки Абелардо Фернандеса. Після останнього матчу сезону проти мадридського «Реалу» (0:1) клуб вперше за 27 років покинув найвищий іспанський дивізіон.

## Титули і досягнення

### Клубні
«Мальорка»
- Суперкубок Іспанії
  - Володар (1): 1998

«Валенсія»
- Чемпіонат Іспанії
  - Чемпіон (2): 2001–02, 2003–04
- Кубок УЄФА
  - Володар (1): 2003–04
- Суперкубок УЄФА
  - Володар (1): 2004

«Еспаньйол»
- Кубок УЄФА
  - Фіналіст (1): 2006–07

### Міжнародні
Юнацька збірна Іспанії (U-18)
- Юнацький чемпіонат Європи (U-18)
  - Чемпіон (1): 1995